# Stadslocke
Fläckig vägglocke (även tidigare kallad stadslocke) (Opilio parietinus) är en spindeldjursart. Arten ingår i släktet Opilio, och familjen långbenslockar. Arten är reproducerande i Sverige.